# アエギディウス (聖人)
聖アエギディウス （ラテン語：Aegidius, 英語：Giles, フランス語：Gilles, イタリア語：Egidio, 650年頃 - 710年頃）は、カトリック教会で崇敬される聖人・隠者。フランス語では聖ジル、英語では聖ジャイルズと呼ばれる。
アテネで生まれて南フランスで没したとされ、特にプロヴァンスであつく信仰されている鍛冶屋・乞食の守護聖人である。絵画や彫刻では、隠者の服装をして司教杖を持ち、矢を射られてアカシカとともに描かれている。
祝日は9月1日。
その後プロテスタントが主流になった地域、例えばスコットランドの首都・エディンバラでは聖ジャイルズ（聖アエギディウス）が町の守護聖人で、聖ジャイルズ大聖堂はスコットランド国教会の本部で、スコットランドのA級建造物にも指定されている。